# Івана Йорович
Івана Йорович  ( серб. кир.: Ивана Јоровић; нар. 3 травня 1997 р.) — сербська тенісистка.

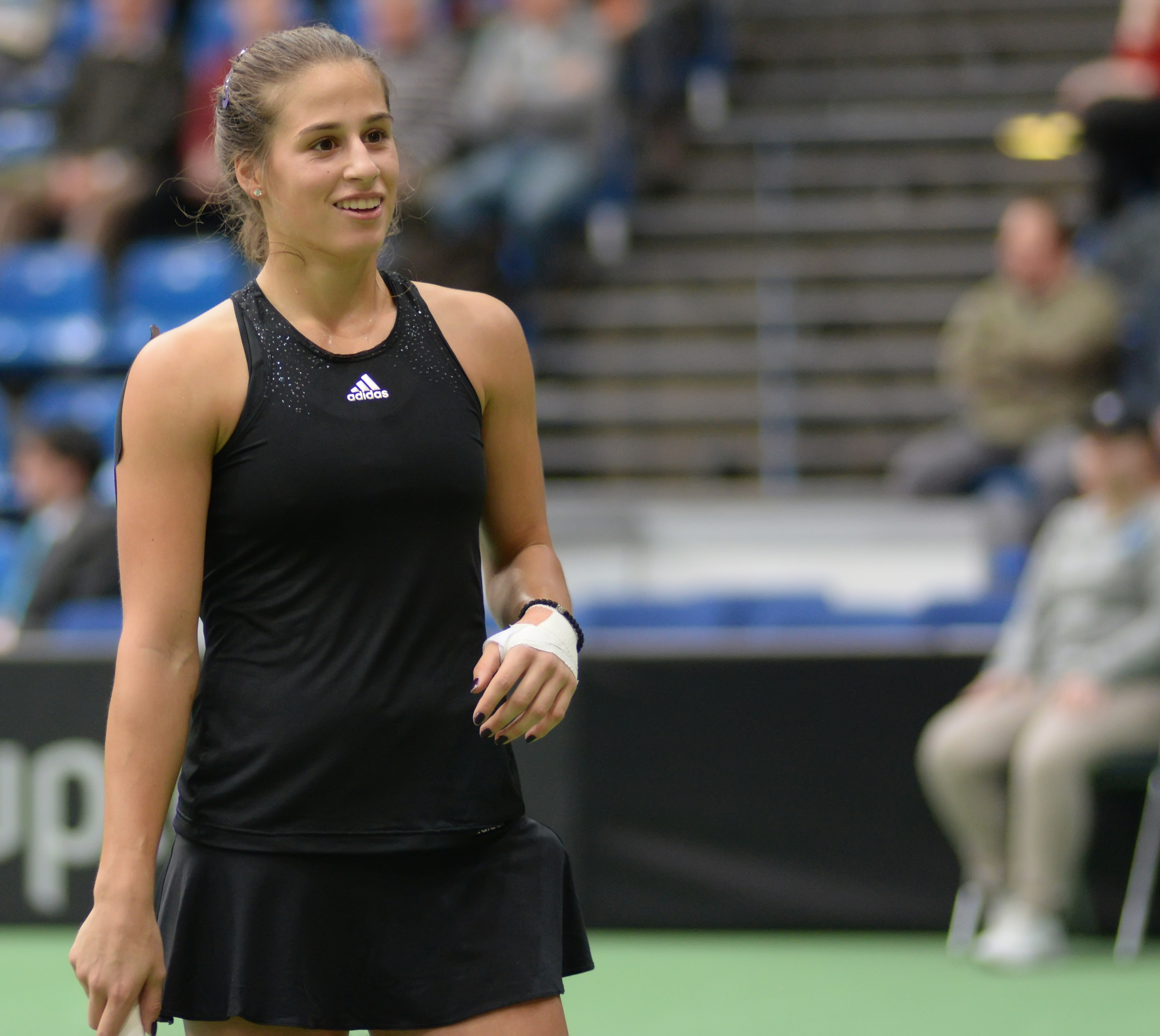
Йорович на Кубку ФРС 2015 року

Вона виграла 13 одиночних та два парних титули на ITF Circuit. 15 липня 2019 року вона досягла свого найкращого світового рейтингу одиночного розряду №86. 17 липня 2017 року вона зайняла 299 місце у парному рейтингу.
Виступаючи за команду Сербського Кубку, Йорович має перемогу / програш 13–10. Вона була номінована на премію Fed Cup Heart Award у 2015 році  та 2017 році. 

## Національне представництво

### 2015: Дебют у Кубку ФРС
4 лютого Йорович провела свій перший матч Кубка ФРС у групі I зони Європа / Африка, де Сербія грала проти Австрії. Вона перемогла Барбару Хаас у прямих сетах. Після цього вона дебютувала у парному розряді у Кубку ФРС з партнеркою Александрою Крунич; вони виграли австрійську комбінацію Джулію Грабер / Сандру Клеменщиц, прямими сетами.
Через день Сербія зіграла проти Угорщини, а Івану обрали для першого матчу проти Далми Гальфі. Вона виграла цей матч, дозволивши супернику виграти лише одну партію. Пізніше, разом з Александрою Крунич, вона програла угорській парі Тімеа Бабош / Река Лука Яні у трьох сетах. 
У плей-офф групи I Сербія грала проти Хорватії. Знову Йорович була обрана для стартового поєдинку, і вона перемогла Ану Конюх у трьох сетах. Їй також потрібно було брати участь у парному розряді, але Сербія вже перемогла з рахунком 2:0, тому матч було скасовано. 
У квітні Сербія зіграла з Парагваєм за місце у Другій світовій групі у плей-офф. Івана програла свій матч проти Вероніки Сепеде Ройг у трьох сетах,  але з Александрою Крунич перемогла у парному розряді проти Сепеде Ройг та Монтсеррат Гонсалес у прямих сетах. 

## Юніорська кар’єра
Народилась у місті Чачак.  Йорович була визнана №1 серед юніорів світу у тенісі у червні 2014 року,  а також була фіналісткою парного розряду дівчат на Відкритому чемпіонаті Австралії та одиночному розряді дівчат на Відкритому чемпіонаті Франції в 2014 році. 

## Професійна кар’єра

### 2014–2017: Дебют у турнірі WTA
Йорович виграла QNet Open у 2014 році.
Вона дебютувала в головному розіграші турніру WTA на міжнародному фестивалі Цзянсі 2016 в Наньчані, програвши в першому раунді п’ятій насінниці Чжан Кайліну в трьох сетах.
У червні 2017 року вона дійшла до чвертьфіналу WTA 125K Bol Open, де програла екс-чемпіонці Александрі Крунич.

### 2018: Дебют у головному розіграші Великого шолома; найбільший титул на сьогоднішній день

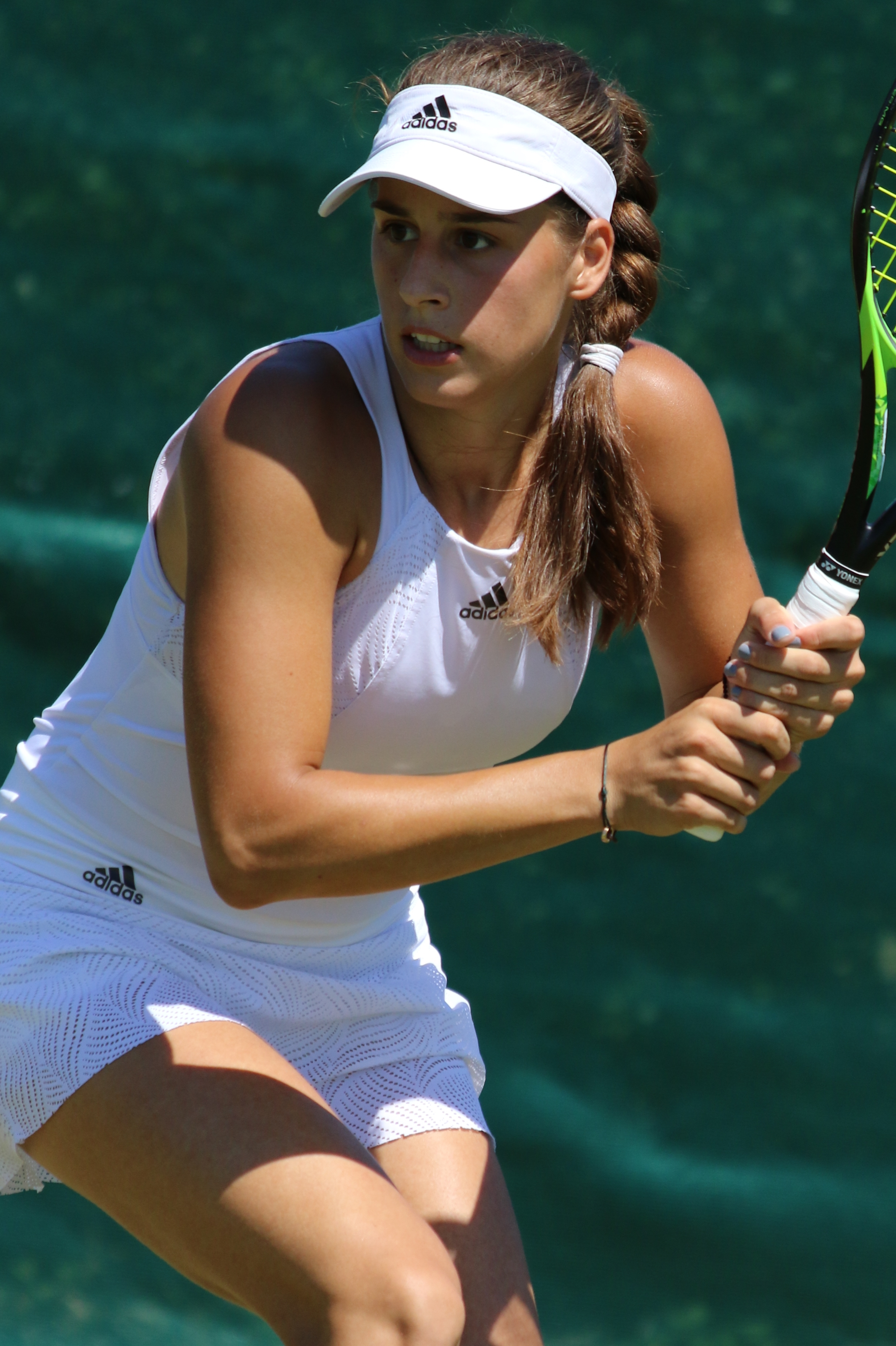
Йорович на Вімблдоні 2018 року

Йорович розпочала свій рік у кваліфікації на Відкритому чемпіонаті Австралії, де дебютувала в головному розіграші Великого шолома, обігравши Аранчу Рус, Ізаліну Бонавентуру та Бібіане Скуфс, щоб вийти в основний розіграш, де її обіграла четверта насінниця Еліна Світоліна. Потім вона увійшла до турніру $ 25K в Альтенкірхені, де у другому раунді програла Хлої Паке. На турнірі $ 60K Чжухай Open вона програла у фінальному раунді кваліфікації Сюнь Фангін, тоді як на турнірі $ 60K Shenzhen Open вона успішно пройшла кваліфікацію, але програла Марті Костюк у першому раунді основного жеребкування. Вона зіграла ще на турнірі $ 60K у Круассі-Бобур, де програла у другому раунді кваліфікації Єсіці Малечковій.
У квітні Йорович взяла участь у двох турнірах по 25 тисяч доларів в Обидуш, вигравши перший, обігравши у фіналі Міріам Колодзейову, а в іншому програла Кеті Свон у чвертьфіналі. На турнірі Khimki Ladies Cup, який дорівнює 100 тис. доларів, вона дійшла до чвертьфіналу, обігравши Анастасію Гасанову та Деяну Раданович, але програла Моніці Нікулеску. У травні вона зіграла у двох  турнірах $ 60K у Японії, дійшовши до чвертьфіналу в Fukuoka Ladies Cup, де програла Момоко Коборі, та другого раунду Кубка Куруме, вибувши після двох ігор проти Харуки Каджі.
У серпні Йорович вийшла у свій другий фінал сезону на Уокінгу, який програла Терезі Смітковій. У своєму наступному турнірі, $ 25 тис. Чісвік, вона дійшла до півфіналу, програвши Віталії Дьяченко. Наприкінці серпня вона потрапила у чвертьфінал змагання у Будапешті на суму $ 60K, де програла Барбарі Хаас.
В азійських турнірах Йорович дійшла до основного розіграшу двох турнірів WTA, пройшовши кваліфікацію відповідно в Гуанчжоу та Ташкенті. Вона програла в першому турі в Гуанчжоу, але перемогла Катерину Александрову в Ташкенті за свою першу перемогу в матчі основного розіграшу туру WTA, а потім програла Вірі Лапко у другому турі. У фінальному кваліфікаційному раунді в Москві вона програла Вірі Звонарьовій і програла в першому раунді основного розіграшу WTA 125K Mumbai Open, але виграла 100 тис.доларів у Шеньчжені, де вона у фіналі обіграла Чжен Сайсай за найбільший титул у кар'єрі на сьогоднішній день. Її заключним турніром сезону став WTA 125K Тайбей Челленджер, де вона перемогла Сабіну Шаріпову в першому раунді, а в другому програла Терезі Мартінковій.

## Графіки виконання
(W) виграла; (F) фіналістка; (SF) півфіналістка; (QF) чвертьфіналістка; (#R) раунди 4, 3, 2, 1; (RR) круговий етап; (Q #) кваліфікаційний раунд; (P #) попередній раунд; (А) відсутній; (P) відкладено; (Z #) зональна група Davis / Fed Cup (із зазначенням номера) або плей-офф (PO); (G) золота, (F-S) срібна або (SF-B) бронзова олімпійська медаль; турнір зі зниженням рейтингу (NMS) Masters Series / 1000; (NH) не проводиться. SR = коефіцієнт страйку (перемоги / змагання)
Щоб уникнути плутанини та подвійного підрахунку, ці таблиці оновлюються в кінці турніру або після закінчення участі гравця.
Тільки результати основного розіграшу в турнірах WTA, турнірах Великого шолома, Кубку ФРС / Кубку Біллі Жана Кінга та Олімпійських іграх включаються до записів про перемогу / програш.

### Одиночний розряд
Через Гран-прі Будапешта 2021 року.
| Турнір                                 | 2015 | 2016 | 2017 | 2018 | 2019 | 2020 | 2021 | SR                 | W–L                | % Перемог          |
| -------------------------------------- | ---- | ---- | ---- | ---- | ---- | ---- | ---- | ------------------ | ------------------ | ------------------ |
| Турніри Великого шлему                 |      |      |      |      |      |      |      |                    |                    |                    |
| Відкритий чемпіонат Австралії з тенісу | A    | Q3   | Q1   | 1R   | Q3   | A    | A    | 0 / 1              | 0–1                | 0%                 |
| Відкритий чемпіонат Франції з тенісу   | A    | Q3   | Q1   | A    | 1R   | Q3   | 1R   | 0 / 2              | 0–2                | 0%                 |
| Вімблдонський турнір                   | A    | Q1   | Q1   | Q1   | 2R   | NH   | A    | 0 / 1              | 1–1                | 50%                |
| Відкритий чемпіонат США з тенісу       | A    | Q2   | Q1   | A    | 1R   | A    |      | 0 / 1              | 0–1                | 0%                 |
| Виграш–Програш                         | 0–0  | 0–0  | 0–0  | 0–1  | 1–3  | 0–0  | 0–1  | 0 / 5              | 1–5                | 17%                |
| Національне представництво             |      |      |      |      |      |      |      |                    |                    |                    |
| Кубок Біллі Джин Кінг                  | PO   | PO   | PO   | A    | PO   | A    | PO   | 0 / 0              | 9–5                | 64%                |
| WTA 1000                               |      |      |      |      |      |      |      |                    |                    |                    |
| Dubai / Qatar Open[1]                  | A    | A    | A    | A    | 2R   | A    | A    | 0 / 1              | 1–1                | 50%                |
| Мастерс Мадрид                         | A    | A    | A    | A    | Q1   | NH   | A    | 0 / 0              | 0–0                | –                  |
| Статистика кар'єри                     |      |      |      |      |      |      |      |                    |                    |                    |
| Турніри                                | 0    | 1    | 1    | 3    | 9    | 0    | 3    | Успіх загалом: 17  | Успіх загалом: 17  | Успіх загалом: 17  |
| Титули                                 | 0    | 0    | 0    | 0    | 0    | 0    | 0    | Успіх загалом: 0   | Успіх загалом: 0   | Успіх загалом: 0   |
| Фінали                                 | 0    | 0    | 0    | 0    | 0    | 0    | 0    | Успіх загалом: 0   | Успіх загалом: 0   | Успіх загалом: 0   |
| Загалом Виграш–Програш                 | 0–0  | 0–2  | 0–1  | 1–3  | 6–10 | 0–0  | 1–3  | 0 / 17             | 8–19               | 30%                |
| Перемога (%)                           | –    | 0%   | 0%   | 25%  | 38%  | –    | 25%  | Успіх загалом: 30% | Успіх загалом: 30% | Успіх загалом: 30% |
| Рейтинг на кінець року[2]              | 219  | 146  | 183  | 185  | 106  | 193  |      | $708,639           | $708,639           | $708,639           |

Примітки
- 1 Перша подія Прем'єр-5  у році змінилась між чемпіонатом Dubai Tennis Championships та Qatar Ladies Open з 2009 року. Чемпіонат Дубаю класифікувався як турнір Прем'єр-5 з 2009 по 2011 рік, після чого наступником Відкритого чемпіонату Катару на період 2012–2014 років. У 2015 році чемпіонат Дубаю повернув собі статус Прем'єр-5, тоді як Відкритий Катар був понижений до статусу Прем'єр-міністра. З тих пір два турніри щороку змінювали статус.
- 2 2012: Рейтинг WTA – 761, турніри – 0, перемога / поразка 0–0. 2013: рейтинг WTA – 850, турніри – 0, перемога / поразка 0–0, 2014: рейтинг WTA – 452, турніри – 0, перемога / поразка 0–0.

## Фінал ITF Circuit

### Одиночний розряд: 15 (13 перемог, 2 поразки)
| Легенда                           |
| --------------------------------- |
| Турніри $ 100 000 (1–0)           |
| Турніри $ 80 000 (0–0)            |
| Турніри $ 50 000 / $ 60 000 (4–1) |
| Турніри $ 25 000 (4–1)            |
| Турніри $ 10 000 (4–0)            |

| Фінали за поверхнею |
| ------------------- |
| Хард (10–2)         |
| Глина (1–0)         |
| Трава (0–0)         |
| Килим (2–0)         |

| Результат | Виграш–Програш | Дата             | Турнір                                  | Рівень  | Покриття  | Суперниця                 | Рахунок          |
| --------- | -------------- | ---------------- | --------------------------------------- | ------- | --------- | ------------------------- | ---------------- |
| Перемога  | 1–0            | Жовтень 2012 р.  | ITF Шарм-ель-Шейх,Єгипет                | 10,000  | Хард      | Жасмін Шайнерр            | 6–4, 6–2         |
| Перемога  | 2–0            | Червень 2013 р.  | ITF Ниш, Сербія                         | 10,000  | Глина     | Доротея Ерік              | 6–4, 4–6, 6–3    |
| Перемога  | 3–0            | Листопад 2013 р. | ITF Шарм-ель-Шейх,Єгипет                | 10,000  | Хард      | Яніна Тольян              | 6–0, 6–2         |
| Перемога  | 4–0            | Листопад 2013 р. | ITF Шарм-ель-Шейх,Єгипет                | 10,000  | Хард      | Арабела Фернандес Рабенер | 6–2, 6–4         |
| Перемога  | 5–0            | Листопад 2014 р. | QNet Open, Індія                        | 50,000  | Хард      | Барбара Гаас              | 6–2, 6–2         |
| Перемога  | 6–0            | Жовтень 2015 р.  | ITF Стамбул, Туреччина                  | 25,000  | Хард (i)  | Яна Фетт                  | 6–3, 7–5         |
| Перемога  | 7–0            | Листопад 2015 р. | ITF Завада, Польща                      | 25,000  | Килим (i) | Міхаела Бузернеску        | 6–2, 6–2         |
| Перемога  | 8–0            | Грудень 2015 р.  | Ankara Cup, Туреччина                   | 50,000  | Хард (i)  | Чагла Бююкакчай           | 7–6(3), 3–6, 6–2 |
| Перемога  | 9–0            | Квітень 2016 р.  | Open de Seine-et-Marne, Франція         | 50,000  | Хард (i)  | Полін Пармантьє           | 6–1, 4–6, 6–4    |
| Перемога  | 10–0           | Грудень 2016 р.  | Ankara Cup, Туреччина (2)               | 50,000  | Хард (i)  | Віталія Дяченко           | 6–4, 7–5         |
| Поразка   | 10–1           | Січень 2017 р.   | Open Andrézieux-Bouthéon, Франція       | 60,000  | Хард (i)  | Анетт Контавейт           | 4–6, 6–7(5)      |
| Перемога  | 11–1           | Квітень 2018 р.  | ITF Óbidos, Португалія                  | 25,000  | Килим     | Міріам Колодзєйова        | 6–1, 6–2         |
| Поразка   | 11–2           | Серпень 2018 р.  | GB Pro-Series Foxhills, Велика Британія | 25,000  | Хард      | Тереза Сміткова           | 7–6(5), 5–7, 4–6 |
| Перемога  | 12–2           | Листопад 2018 р. | Shenzhen Open, Китай                    | 100,000 | Хард      | Чжен Сайсай               | 6–3, 2–6, 6–4    |
| Перемога  | 13–2           | Березень 2019 р. | ITF Осака, Японія                       | 25,000  | Хард      | Лу Цзяцзін                | 6–3, 5–7, 6–2    |

### Парний розряд: 3 (2 перемоги, 1 поразка)
| Легенда                 |
| ----------------------- |
| Турніри $ 100 000 (0–0) |
| Турніри $ 80 000 (0–0)  |
| Турніри $ 50 000 (1–0)  |
| Турніри $ 25 000 (1–1)  |
| Турніри $ 15 000 (0–0)  |

| Фінали за поверхнею |
| ------------------- |
| Хард (2–0)          |
| Глина (0–1)         |
| Трава (0–0)         |
| Килим (0–0)         |

| Результат | Виграш – Програш | Дата             | Турнір                        | Рівень | Поверхня | Партнерка      | Суперниці                         | Рахунок          |
| --------- | ---------------- | ---------------- | ----------------------------- | ------ | -------- | -------------- | --------------------------------- | ---------------- |
| Перемога  | 1–0              | Серпень 2015 р.  | ITF Landisville, США          | 25000  | Важко    | Джессіка Мур   | Брінн Борен Надя Гілхріст         | 6–1, 6–3         |
| Поразка   | 1–1              | Вересень 2016 р. | Кубок Королівства, Чорногорія | 25000  | Глина    | Ксенія Кнолль  | Аніта Гусарич Квірін Лемуан       | 6–3, 4–6, [4–10] |
| Перемога  | 2–1              | Жовтень 2016 р.  | Open de Touraine, Франція     | 50000  | Хард (i) | Леслі Керкхове | Александра Каданцу Катерина Яшина | 6–3, 7–5         |

## Юніорські фінали Великого шлема

### Одиночний розряд дівчат: 1 (поразка)
| Результат | Рік  | Турнір                      | Поверхня | Суперниця       | Рахунок             |
| --------- | ---- | --------------------------- | -------- | --------------- | ------------------- |
| Поразка   | 2014 | Відкритий чемпіонат Франції | Глина    | Дарія Касаткіна | 7–6 (7–5), 2–6, 3–6 |

### Парний розряд дівчат: 1 (поразка)
| Результат | Рік  | Турнір                        | Поверхня | Суперниця    | Суперниці                             | Оцінка   |
| --------- | ---- | ----------------------------- | -------- | ------------ | ------------------------------------- | -------- |
| Поразка   | 2014 | Відкритий чемпіонат Австралії | Хард     | Кеті Боултер | Ангеліна Калініна Єлизавета Кулічкова | 4–6, 2–6 |